# Maratus nigromaculatus
Maratus nigromaculatus (Keyserling, 1883) è una specie di ragno della famiglia dei Salticidae, tra le più antiche classificate, anche se inizialmente non inserita come tale, tra quelle del genere Maratus.
La specie è caratterizzata da un complesso rituale di accoppiamento, dove i maschi compiendo una vera e propria danza davanti alla femmina, oltre a produrre particolare frinio, sollevano il terzo paio di zampe e le variopinte estensioni simili ad ali site sopra l'opistosoma. Tale comportamento, per la similarità con quello espresso dai pavoni, gli conferirono da parte dei ricercatori, così come a tutto il genere, il nome di ragno pavone (peacock spider).
Inizialmente classificato come Ergane nigromaculata e così citato nel Die Arachniden Australiens, nach der Natur beschrieben und abgebildet dal coautore, l'aracnologo tedesco Eugen von Keyserling, dopo che ebbe rilevato Ludwig Carl Christian Koch nella stesura dell'opera, assunse diverse altre classificazioni, Spilargis nigromaculatus (Simon, 1903a: 790.), Thorellia nigromaculata (Rainbow, 1911: 302), Lycidas nigromaculatus Marek Zabka (1987b: 456, f. 17-18, Tm da Spilargis per Roewer), ed infine rivalutato come tale da (Otto & Hill, 2017b: 7; m habitus).

## Descrizione
Come tutti i membri della famiglia, hanno un efficiente apparato oculare, con il paio mediano centrale degli ocelli posto frontalmente che costituisce il principale e più acuto organo visivo, coadiuvato dal paio esterno che funge da vista secondaria, come pure le restanti due paia di occhi posizionati sui lati e in cima alla testa.
Il maschio si differenzia dalle altre specie di Maratus per il particolare disegno delle setole dell'opistosoma, caratterizzato da un motivo  iridescente a grosse macchie nere su sfondo blu, completato dalle estensioni composte da una vasta gamma di lunghe setole blu e bianche anch'esse iridescenti, queste ultime simili in dimensioni ai Maratus chrysomelas, Maratus fimbriatus e Maratus speciosus.

## Distribuzione
Così come le altre specie note di questo genere tutte diffuse in Australia, questa è stata identificata sulla costa meridionale del Queensland.